# IFK Skövde HK

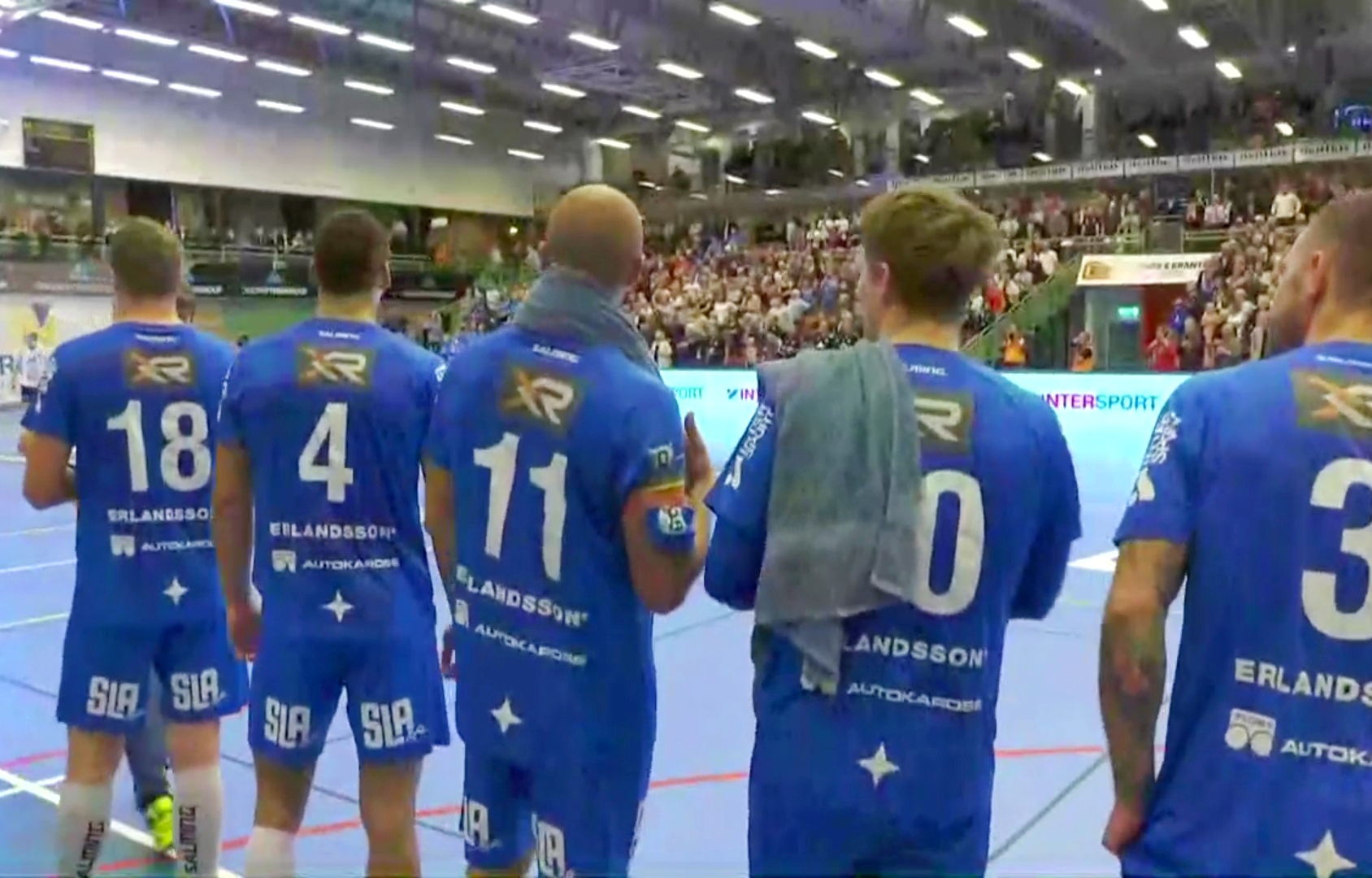
Match du club en 2018.

Ne doit pas être confondu avec Skövde HF.
Maillots
L'IFK Skövde HK est un club de handball fondé en 1907 à Skövde. Son équipe masculine est un club historique du Championnat de Suède.

## Palmarès
compétitions internationales
- coupe Challenge (C4)
  - Vainqueur (1) : 2004
  - Finaliste en 1998

Compétitions nationales
- Coupe de Suède
  - Vainqueur (1) : 1987
- Championnat de Suède
  - Finaliste en 2005, 2007 2021, 2022
  - Demi-finaliste en 1992, 1995, 1998, 1999, 2000, 2001, 2003, 2004, 2006, 2019

## Personnalités liées au club
joueur célèbres

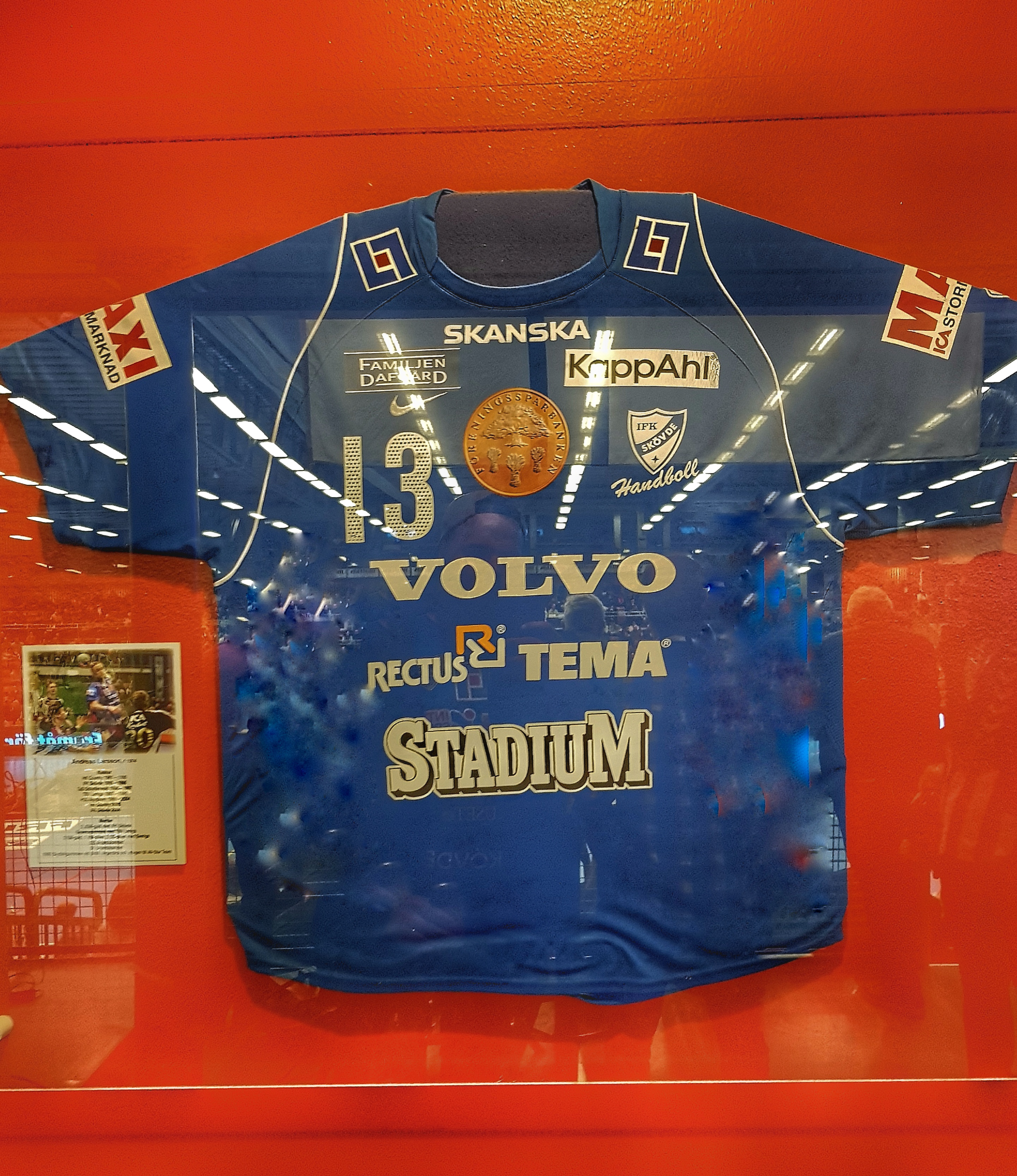
Le maillot retiré d'Andreas Larsson dans le Hall of fame de l'IFK Skövde.

- Mikael Appelgren : joueur de 2009 à 2012
- Robert Arrhenius (de) : joueur jusqu'en 2000 (formé au club) et de 2012 à 2014
- Gunnar Blombäck (sv) : joueur jusqu'en 1976 (formé au club) et de 1982 à 1987, entraîneur de 1987 à 1993 et de 2000 à 2009
- Mattias Gustafsson : joueur de 2000 à 2006
- Jonas Källman : joueur de 2000 à 2002 et de 2013 à 2014
- Andreas Larsson : joueur de 1989 à 1996 (formé au club)
- Andreas Nilsson : joueur de 2009 à 2012
- Dawid Nilsson (en) : joueur de 2001 à 2005
- Johan Sjöstrand : joueur de 2005 à 2009